# Comunità Montana Irno – Solofrana

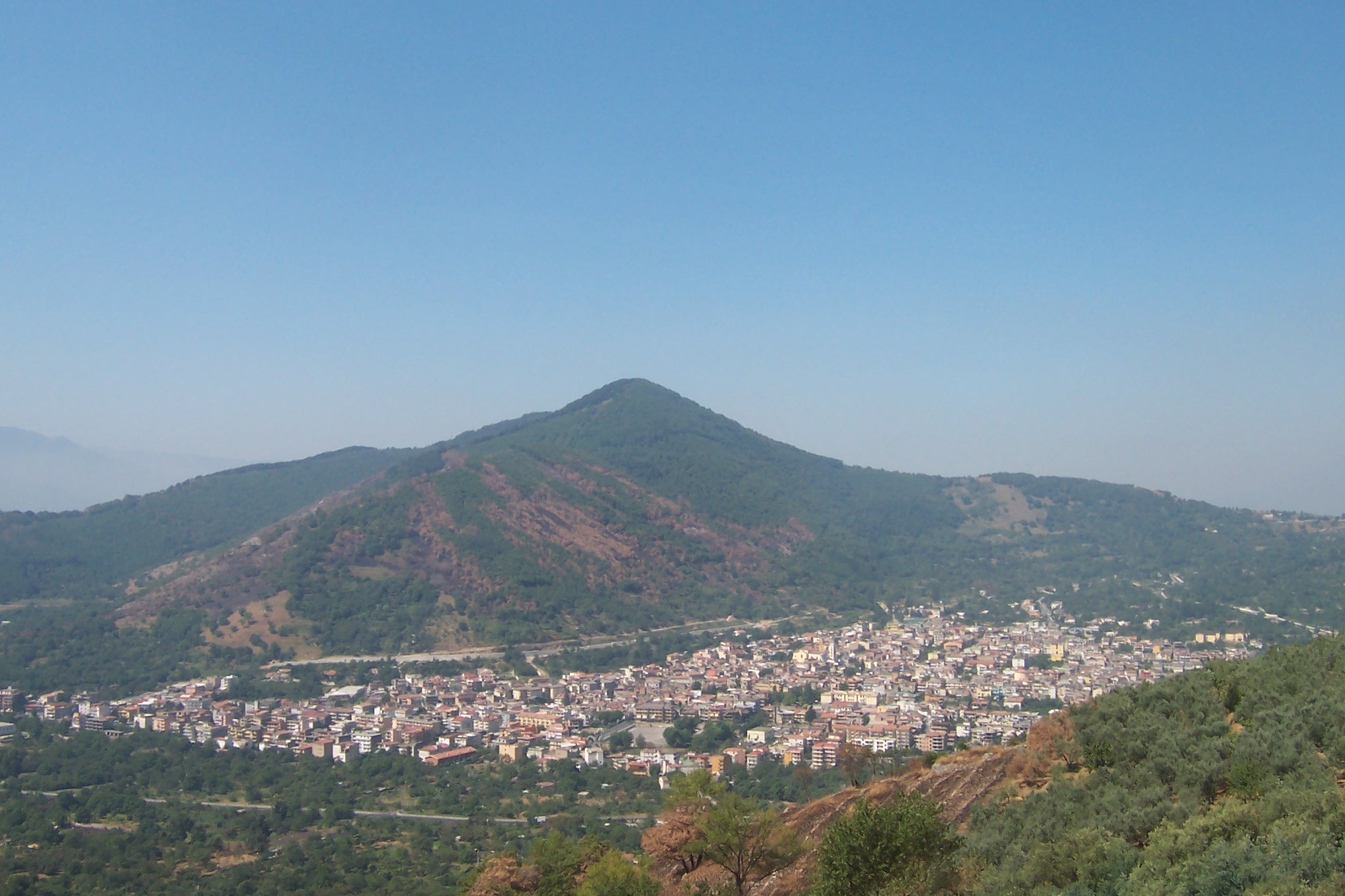
Siano

Die Comunità Montana Irno – Solofrana ist eine Vereinigung aus neun Gemeinden in den italienischen Provinzen Salerno und Avellino in der Region Kampanien.
Das Gebiet der Comunità Montana Irno – Solofrana umfasst die Gemeinden rund um den Montana Irno sowie die Gemeinde Solofra und hat eine Ausdehnung von 166 km².
In den neunköpfigen Rat der Comunità entsenden die Gemeinderäte der beteiligten Kommunen je ein Mitglied.

## Mitglieder
Die Comunità umfasst folgende Gemeinden:
- Baronissi
- Bracigliano
- Calvanico
- Fisciano
- Forino
- Montoro Inferiore
- Montoro Superiore
- Siano
- Solofra